# Pasir Ringgit
Pasir Ringgit is een bestuurslaag in het regentschap Indragiri Hulu van de provincie Riau, Indonesië. Pasir Ringgit telt 2274 inwoners (volkstelling 2010).